# Колонія Ланфієр
«Колонія Ланфіер» — радянсько-чехословацький художній фільм режисера Яна Шмідта, знятий за однойменним оповіданням Олександра Гріна в 1969 році. Спільне виробництво творчого об'єднання «Юність» кіностудії «Мосфільм» і творчого об'єднання «І. Шебор-Вл. Бор» кіностудії «Баррандов». Учасник офіційної програми VI Московського кінофестивалю.

## Сюжет
Стомлений життям на материку, Горн переконує капітана голландського парусного судна висадити його на березі віддаленого острова. Жителі невеликого селища зустрічають новоприбулого колоніста з ледь прихованою неприязню, але і він не поспішає заводити нових друзів і влаштовує своє житло далеко від людей. Горн мріє про самотність, адже в минулому житті він залишив одні розчарування: нерозділене кохання і невдалі спроби заробити гроші на торгівлі чаєм. З усіх мешканців острова Горн заводить дружбу тільки з двома, такими ж, як і він, самотніми бідолахами — недоумкуватим Бекеко і красунею Естер, вимушеної готуватися до весілля з некоханою людиною. На свою біду Горн знаходить на річці родовище золота. Тепер він мріє тільки про одне — зібрати якомога більше дорогоцінного металу, повернутися на материк і спробувати почати все спочатку. Горн віддаляє від себе Бекеко і відповідає відмовою на пропозицію Естер жити разом. Після розмови Горна з молодшим Дріббом — нареченим Естер, пішла сварка і обмін рушничними пострілами. Поранений Дрібб поскакав за допомогою, і незабаром Горн був змушений зіткнутися з добре озброєним загоном людей, що ненавидять його.

## У ролях
- Юозас Будрайтіс — Горн
- Зузана Кочурікова — Естер
- Вацлав Нецкарж — Бекеко
- Болот Бейшеналієв — Гупі
- Міхал Дочоломанський — Дрібб молодший
- Йозеф Ельснер — Дрібб старший
- Андрій Файт — Ланфієр
- Бохуміл Вавра — Астіс
- Бета Понічанова — Саб
- Володимир Навратіл — фермер
- Густав Вондрачек — колоніст
- Милослав Новак — колоніст
- Мирослав Свобода — колоніст

## Знімальна група
- Автор сценарію і режисер-постановник: Ян Шмідт
- Оператор-постановник: Іржи Махане
- Композитор: Іржи Шуст
- Художник-постановник: Георгій Колганов
- Звукооператори: Юрій Рабінович, Ф. Фабіан
- Режисери: М. Філімонова, М. Іонаш
- Оператор: Р. Голан
- Диригент: Франтішек Белфін
- Художник по костюмам: Теодор Піштек
- Художник-гример: М. Саркісова, А. Лоїкова
- Монтажер: Мирослав Гаєк
- Редактор: Л. Цицина
- Асистенти режисера: О. Зернов, Л. Прилуцька, З. Штекрова
- Асистенти оператора: А. Морщ, Ф. Кучера
- Директора: Макс Гершенгорін, М. Прохазка